# Булочко, Константин Трофимович

Константин Тимофеевич Булочко

Константин Трофимович Булочко (25 июля 1908, Гродно, Российская империя — 14 января 1991, Ленинград, РСФСР, СССР) — советский фехтовальщик, тренер. Многократный чемпион СССР, кандидат педагогических наук, профессор ГДОИФК им. П. Ф. Лесгафта, основоположник ленинградской школы фехтования.
Заслуженный мастер спорта СССР (1942), заслуженный тренер СССР, судья всесоюзной категории. Один из ведущих специалистов по подготовке мастеров русского рукопашного боя. Знаток и коллекционер холодного оружия.

## Биография
Родился 25 июля 1908 года в Гродно. Позже семья переехала в Смоленск.
Выпускник ГИФК имени П. Ф. Лесгафта. Выступая за ленинградский СКА, стал неоднократным чемпионом Советского Союза по нескольким видам оружия.
- Участник первой спартакиады народов СССР (1928) — первое место среди рапиристов и третье — по фехтованию на штыках.
- Чемпион СССР в личных соревнованиях по фехтованию на рапирах и саблях, карабинах с эластичным штыком:
- пятикратный чемпион СССР (1938, 1939) в личных соревнованиях по фехтованию на рапирах и саблях.
- пятикратный призёр чемпионатов СССР (1939, 1940) на рапирах и карабинах с эластичным штыком.

Участник Великой Отечественной войны. Занимался проблемами разработки методов обучения бойцов приёмам рукопашного боя, развития спортивного фехтования в СССР.
Чемпион ВЦСПС (1950).
Организовал первую в СССР кафедру спортивного фехтования (1934) и первую в стране ДЮСШ фехтования при Василеостровском Дворце пионеров (1935).
- 1935—1941 — ГОЛИФК им. П. Ф. Лесгафта, кафедра «Защиты и нападения», доцент (зав. кафедрой: 1935—1941).
- 1937—1941 — Основал и руководил кружком фехтования в Ленинградском Дворце пионеров и школьников.
- 1945—1954 — Белорусский ГИФК, кафедра фехтования, доцент (зав. кафедрой: 1945—1949).
- 1951—1954 — Белорусский ГИФК, проректор по научной работе
- 1954—1978 — ГДОИФК им. П. Ф. Лесгафта, кафедра фехтования, доцент.

Подготовил известных спортсменов Г. Бокуна, Ю. Дексбаха, А. Овсянкина, Б. Белякова и др. В 1950—60-е гг. тренировал будущих олимпийских чемпионов В. Ф. Ждановича, Э. Т. Винокурова, Б. Б. Мельникова, а также подготовил более 20 мастеров спорта (в том числе В. Я. Балона, К. А. Таджиеву, Ю. С. Ярошенко, Д. Суллера, Л. С. Князеву).
Брат — Булочко Леонид Трофимович (1906, Гродно), советский живописец и график.
Скончался 14 января 1991 года в Ленинграде. Похоронен на Большеохтинском кладбище.

### Личная жизнь
Супруга — Вера Григорьевна Булочко, тренер по фехтованию, мастер спорта, чемпионка СССР по фехтованию.

## Память
- Кафедра теории и методики фехтования им. К. Т. Булочко Национального государственного университета физической культуры, спорта и здоровья имени П. Ф. Лесгафта

## Научные работы
Диссертация:
- Физическая подготовка разведчика [текст]: Дис. … канд. пед. наук (по физической культуре) / ГДОИФК им. П. Ф. Лесгафта. — Л., 1945. — 327 с.

Труды
- Подготовка бойца к рукопашному бою / Булочко К. Т. // Теория и практика физ. культуры. — 1940. — Т. VI. — № 8. — С. 27—30.
- Рукопашный бой и фехтование / Булочко К. Т., Лукичев М. В. — М.; Л.: ФиС, 1940. — 186 с.: ил.
- Фехтование и рукопашный бой в детской спортивной школе / Булочко К. Т. // Теория и практика физ. культуры. — 1940. — Т. VI. — № 2—3. — С. 34—41.
- «борник конспектов занятий по подготовке к рукопашному бою / Сост. лейтен. К. Т. Булочко. — Кронштадт: б. и., б. г. — 20 с.
- Фехтование и рукопашный бой: [Учебн. для ин-тов физической культуры] / [Под ред. К. Т. Булочко и др.]. — М.; Л.: ФиС, 1940. — 354 с.
- Рукопашный бой и фехтование / Булочко К. Т., Лукичев М. В. — М.; Л.: ФиС, 1940. — 186 с.
- Обучение рукопашному бою — 2-е изд. / К. Т. Булочко. — М.: Физкультура и спорт, 1942. — 86 с.
- Физическая подготовка разведчика /К. Т. Булочко. — М.: Военное издательство НКО, 1945
- Обучение юношей рукопашному бою: пособие для преподавателей /К. Т. Булочко. — М.: ФиС, 1945. — 79 с.
- Советы тренеру по методике волевой подготовки фехтовальщика / Булочко К. Т. // Теория и практика физ. культуры. — 1964. — № 11. — С. 70—72.
- Фехтование: Учебник для ин-тов физ.культуры / Под ред. К. Т. Булочко. — М.: Физкультура и спорт, 1967. — 431 с.
- Средства и методы проведения упражнений для развития физических качеств и двигательных умений: Метод. указания студентам специализации / Булочко К. Т., Булочко Д. К.; ГДОИФК. — Л.: б. и., 1979. — 85 с.
- Преграды старению»/ Булочко Константин Трофимович, Булочко Людмила Константиновна. — Минск: Полымя, 1987. — 60, [3] с. — (За здоровьем и долголетием). — Библиогр.: с. 62.

## Память
Ежегодно в НГУ имени П. Ф. Лесгафта на кафедре теории и методики фехтования проводится турнир памяти К. Т. Булочко.
Введен в Зал Фехтовальной Славы России (2006).